# Oscar Zariski
Oscar Zariski, rodným jménem Ašer Zarickij (24. duben 1899, Kobryn – 4. červenec 1986, Brookline, Massachusetts) byl bělorusko-americký matematik židovského původu. Roku 1981 získal Wolfovu cenu za matematiku.

## Život
Narodil se na území dnešního Běloruska (tehdy ovšem Ruské říše). Za první světové války jeho rodina odešla na území Ukrajiny, do Černigova. V letech 1918–1920 studoval filozofii na Kyjevské univerzitě, přesto se i v této době hojně věnoval aritmetice. Studium nedokončil, neboť Kyjev byl v té době obětí mnoha konfliktů a každou chvíli do něj vstoupila jiná armáda. Roku 1920 tedy odešel do Itálie. V Římě začal studovat matematiku, vedli ho zejména Guido Castelnuovo, Federigo Enriques a Francesco Severi, kteří ho nadchli pro problémy algebry. Roku 1924 získal doktorát, jeho doktorská práce byla věnována Galoisově teorii. Enriques mu také doporučil změnit jméno Ašer Zarickij na Oscar Zariski, což znělo více italsky. Ovšem navzdory poitalštění jména, nakonec Itálii raději opustil, obával se, že v novém Mussoliniho režimu by mu mohl židovský původ způsobovat problémy – roku 1927 tedy odešel do Spojených států amerických. Zde učil na Johns Hopkins University, roku 1937 se zde stal profesorem. Ve 30. letech také začal úzce spolupracovat s topologem Solomonem Lefschetzem, který působil v Princetonu. Chtěl skloubit jeho topologické objevy s algebrou. Výsledkem byla práce Algebraic Surfaces z roku 1935. V letech 1937–1941 byl editorem časopisu American Mathematical Journal. Od roku 1939 se začal intenzivně věnovat algebraické geometrii. Roku 1945 odjel jako hostující profesor do Sao Paula, kde začal hltat přednášky André Weila. Diskuse s Weilem ho velmi ovlivnily. V letech 1946–1947 působil na Univerzita Illinois v Urbana Champaign, poté až do odchodu do důchodu vedl katedru matematiky na Harvardu. Zde napsal své vrcholné dílo, dvoudílnou knihu Commutative Algebra (1958, 1960), jejímž spoluautorem byl Pierre Samuel. V letech 1960–1961 a 1969–1970 byl prezidentem Americké matematické společnosti. Roku 1965 mu bylo uděleno Národní vyznamenání za vědu, roku 1981 Wolfova cena za matematiku. V té době již ovšem trpěl Alzheimerovou chorobou. Byl ateistou.